# برونویین الیور
برونویین الیور (انگلیسی: Bronwyn Oliver; ۲۲ فوریهٔ ۱۹۵۹ – ۱۱ ژوئیهٔ ۲۰۰۶) مجسمه‌ساز اهل استرالیا بود.